# Abram Brazier

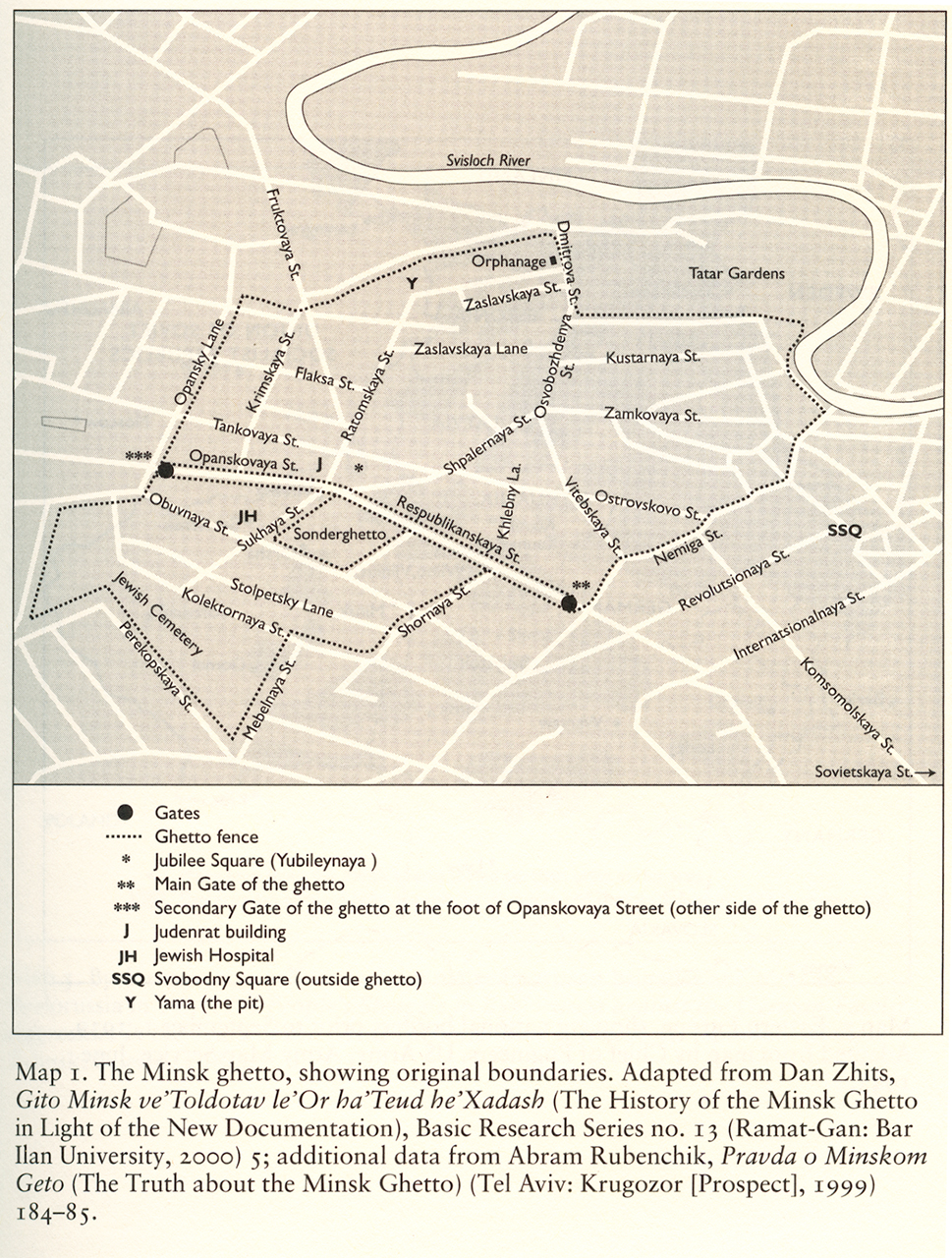
Plano del gueto de Minsk donde fue muerto de un disparo el escultor Abram Brazier

Abram Markovich Brazier (del ruso: Абрам Маркович Бразер) fue un pintor, artista gráfico y escultor de la República Socialista Soviética de Bielorrusia; nacido en Chisináu el 25 de enero de 1892 y fallecido en Minsk el año 1942.

## Datos biográficos
Nacido el 25 de enero de 1892 en Chisináu, en aquel tiempo perteneciente a la Gobernación de Besarabia y en la actualidad Moldavia. El año 1910 se graduó en la escuela de arte de su ciudad natal. En el periodo comprendido entre los años 1912 y 1916 permaneció en París, vivió en la famosa "Colmena" (del francés: La Ruche), donde conoció al que sería su amigo Marc Chagall; entre 1912 y 1914 estudió en la Escuela Nacional de Bellas Artes de París.

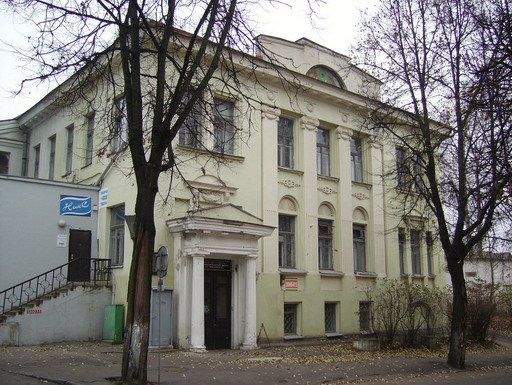
Museo de Arte Moderno de Vitebsk, fundado por Marc Chagall en 1918

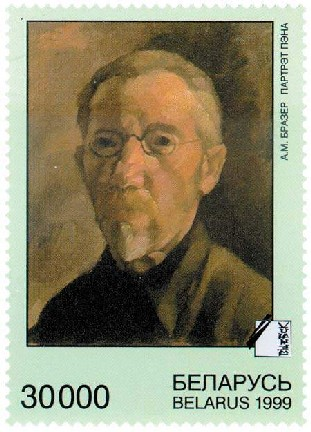
Yehuda Pen, fundador de la Escuela de Artes de Vitebsk, retrato realizado por Abram Brazier reproducido en un sello de correos bielorruso.

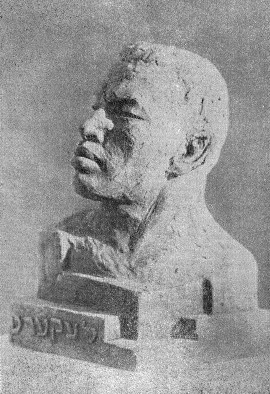
Busto de Lekert Hirsh

Tras su regreso a Rusia, se estableció en San Petersburgo (1916-1918), allí participó en la exposición mundo del arte (del ruso: «Мир искусства») en 1916. Desde 1918 vivió en Vitebsk, Bielorrusia, donde jugó un papel destacado en la vida artística de la ciudad - fue profesor en la recién inaugurada Escuela de Graduados de Artes, organizador de exposiciones y debates en torno al arte contemporáneo, miembro de la agrupación del Museo de Arte Moderno de Vitebsk. Además creó los bocetos para la decoración navideña de la ciudad. 
El año 1920 realizó la estatua al educador suizo Johann Heinrich Pestalozzi en Vitebsk (destruida durante los bombardeos). En 1922 comenzó a enseñar en los talleres del instituto de Artes aplicadas de Vitebsk, participando en ese tiempo en el diseño de las escenografías en las producciones del teatro judío de la ciudad.
Desde 1923 vivió en Minsk, fue miembro de los sindicatos de Bielorrusia, de la agrupación de pintores y artistas de la organización revolucionaria bielorrusa y escribió artículos sobre arte en la prensa local. En 1926 realizó un busto del actor Solomon Mikhoels.
En junio de 1941, unos pocos días antes del inicio de la Gran Guerra Patria, Brazier inauguró una gran exposición. Todos los artistas presentes en la muestra fueron asesinados por los alemanes después de la toma de la ciudad, y el propio artista y su familia fueron fusilados en marzo de 1942 en el gueto de Minsk. ·
Entre las obras conservadas de Brazier en los almacenes del Museo Nacional de Arte de Bielorrusia en Minsk, se encuentran el retrato de Yehuda Pen, 1921; el busto de S. M. Mijoels, 1926, entre otros. El 2 de julio de 1999 en Bielorrusia se dio a conocer una serie de cuatro sellos dedicados a la Escuela de Arte de Vitebsk, uno de ellos reproduce un retrato del fundador de la escuela Yudel Peng realizado por Abram Brazier. 